# كين أوليتا
كين أوليتا (بالإنجليزية: Ken Auletta)‏ (23 أبريل 1942) كاتب وصحفي وناقد إعلامي أمريكي لصحيفة النيويوركر.